# Urodzona do tańca
Urodzona do tańca – amerykański musical z 1936 roku w reżyserii Roya Del Rutha.
Dla filmu Cole Porter napisał piosenki "You'd Be So Easy to Love" oraz "I've Got You Under My Skin", które stały się hitami. Po raz pierwszy na ekranie śpiewał James Stewart.

## Obsada
- Eleanor Powell
- James Stewart
- Virginia Bruce
- Una Merkel
- Frances Langford